# Onychocerus albitarsis
O Onychocerus albitarsis é um inseto neotropical da ordem Coleoptera e da família Cerambycidae, subfamília Lamiinae; um besouro cujo habitat são as florestas tropicais e subtropicais úmidas da América do Sul; da bacia do rio Amazonas e Mata Atlântica do Brasil até o sul do Peru, a Bolívia e o Paraguai. No Brasil há registros para os estados do Amazonas, Maranhão, Ceará, Bahia, Goiás, Mato Grosso, Minas Gerais, Espírito Santo, Rio de Janeiro, São Paulo e Paraná. Esta espécie, com sua descrição feita em 1859 pelo entomologista Francis Polkinghorne Pascoe no texto "On New Genera and Species of Longicorn Coleoptera. Part IV" e publicada na página 31 do Transactions of the Entomological Society of London, é o único besouro conhecido que tem suas antenas equipadas com inoculadores de toxinas e que podem injetar tais compostos químicos quando sob predação ou quando se sentem ameaçados. Isto não ocorre com nenhum outro inseto pertencente à ordem Coleoptera, embora outros besouros do gênero Onychocerus possuam estruturas pontiagudas na extremidade de suas antenas, o termo Onychocerus significando "antenas com garras". Embora não se saiba qual a planta-alimento de suas larvas, está citado que outras espécies do gênero Onychocerus se alimentam de plantas das famílias Anacardiaceae e Euphorbiaceae, que incluem entre os seus integrantes espécies dotadas de toxicidade que poderiam estar inseridas no seu processo de produção de peçonha.

## Descrição, características e denominação
O besouro Onychocerus albitarsis apresenta élitros pulverulentos, de brancacentos a castanhos, com manchas em negro sobre sua superfície rugosa. São dotados de longas antenas, características da família. Quem primeiro reportou uma picada por antenas foi H. H. Smith, em 1884, no texto "Antennae of a beetle used as defensive weapons", publicado na The American Naturalist, afirmando:
Porém, até o momento era desconhecida a produção e inoculação de toxinas pelo inseto, associando-se a dor e reação alérgica à perfuração causada pela extremidade da antena. Em 2008, um texto, "Convergent evolution in the antennae of a cerambycid beetle, Onychocerus albitarsis, and the sting of a scorpion", dos autores Amy Berkov, Nelson Rodríguez e Pedro Centeno, publicado na The Science of Nature, revelou que este último autor sofreu uma inflamação semelhante à de uma picada de abelha através da inoculação de toxinas pela antena de um Cerambycidae desta espécie. O estudo do espécime revelou que o besouro possui uma expansão semelhante à da cauda de um escorpião na base de seu segmento terminal de antena, com dois poros abertos em canais estreitos que conduzem à sua ponta afiada; o que pode ser relatado como um caso de convergência evolutiva com o metassoma do citado aracnídeo. Por tal característica não usual, a partir de então o táxon recebeu a nomenclatura vernácula, em português, de besouro-escorpião.

## Registro de acidentes
Além do artigo reportando o caso de um acidente causado pelo Onychocerus albitarsis em um pesquisador no Peru, em 2008, descrevendo um quadro de inflamação cutânea semelhante à picada de uma abelha, sem evolução para quadros mais graves; outros dois relatos foram publicados por Antonio L. Sforcin Amaral et al. em um artigo de 2018 no Journal of Clinical Toxicology, "Envenomations in Humans Caused by the Venomous Beetle Onychocerus albitarsis: Observation of Two Cases in São Paulo State, Brazil", dessa vez sobre acidentes ocorridos na região sudeste do Brasil. Este trabalho reporta o caso de um homem de 28 anos que foi picado após manusear um espécime do referido inseto; e o quadro se desenvolveu com dor aguda, inchaço e vermelhidão, com duração de cerca de uma hora. O segundo acidente aconteceu com uma mulher de 29 anos, que esbarrou em um espécime e, no seu caso, a reação alérgica durou uma semana; com dor, coceira e inchaço no local. Em ambos os casos o quadro não evoluiu para formas mais graves, limitando-se à reações cutâneas e locais.